# Alves (Schottland)
Alves, schottisch-gälisch: An Abhais, ist eine Ortschaft in der schottischen Council Area Moray und Hauptort des gleichnamigen Parish. Sie liegt unweit des Südufers des Moray Firth rund sieben Kilometer westlich von Elgin und 50 Kilometer östlich von Inverness.
Die Gemeinde setzt sich aus dem Hauptort Alves und den Weilern Crook of Alves, North Alves, Wester Alves, Alves Wood und New Alves zusammen. Im Jahre 1831 wurden in Alves 945 Einwohner gezählt. Zu diesem Zeitpunkt ordnete sich die Ortschaft weiter nördlich um die aus dem Jahre 1769 stammende Old Parish Church an. 1961 wurden 214 und zehn Jahre später 207 Personen in Alves gezählt.

## Verkehr
Die A96, die Inverness mit Aberdeen verbindet, tangiert die Ortschaft und bindet sie an das Fernstraßennetz an. In der Vergangenheit besaß Alves einen eigenen Bahnhof an der Inverness and Nairn Railway der Highland Railway. Dieser wurde in den 1965 geschlossen. Züge auf der Bahnstrecke Aberdeen–Inverness passieren den ehemaligen Bahnhof heute.